# 31. Międzynarodowy Festiwal Filmowy w Cannes
31. Międzynarodowy Festiwal Filmowy w Cannes odbył się w dniach 16–30 maja 1978 roku. Imprezę otworzył pokaz radzieckiego filmu Dramat na polowaniu w reżyserii Emila Łotianu.
Jury pod przewodnictwem amerykańskiego reżysera Alana J. Pakuli przyznało nagrodę główną festiwalu, Złotą Palmę, włoskiemu filmowi Drzewo na saboty w reżyserii Ermanno Olmiego. Drugą nagrodę w konkursie głównym, Grand Prix, przyznano ex aequo brytyjskiemu filmowi Wrzask w reżyserii Jerzego Skolimowskiego oraz włoskiemu filmowi Żegnaj, małpko w reżyserii Marco Ferreriego.

## Jury Konkursu Głównego
- Alan J. Pakula, amerykański reżyser − przewodniczący jury[3]
- Franco Brusati, włoski reżyser
- François Chalais, francuski krytyk filmowy
- Michel Ciment, francuski krytyk filmowy
- Claude Goretta, szwajcarski reżyser
- Andriej Konczałowski, rosyjski reżyser
- Harry Saltzman, kanadyjski producent filmowy
- Liv Ullmann, norweska aktorka
- Georges Wakhévitch, francuski scenograf filmowy

## Filmy na otwarcie i zamknięcie festiwalu
|             | Tytuł               | Reżyseria    | Kraj    |
| ----------- | ------------------- | ------------ | ------- |
| Otwierający | Dramat na polowaniu | Emil Łotianu | ZSRR    |
| Zamykający  | Fedora              | Billy Wilder | Francja |